# حتى أنفاسي الأخيرة
حتى أنفاسي الأخيرة (بالتركية: Son Nefesime Kadar)‏ هو مسلسل تلفزيوني دراما تركي قادم من بطولة نورغول يشيلتشاي، إمره كيناي وايرتان سابان. المسلسل مقتبس من المسلسل البريطاني الوادي السعيد.